# 埃斯卡隆 (加利福尼亚州)
埃斯卡隆（英語：Escalon），是美国加利福尼亚州圣华金县下属的一座城市。建市于1957年3月12日，面积大约为2.3平方英里（6平方公里）。根据2010年美国人口普查，该市有人口7,132人。